# Emmy (cantora arménia)
Emmy Bejanyan (Ierevan, Armenia, 12 de abril de 1984) é uma cantora arménia. É também conhecida como Emmy. Ele viajou para patrocinar seus álbuns e está a realizar uma turnê pelos EUA. Ela representou a ´Arménia no Festival Eurovisão da Canção 2011 com a canção "Boom Boom", terminando em 12º lugar na primeira semi-final com 54 pontos, sendo a primeira vez que a Arménia não passou á final.